# Nocticola caeca
Nocticola caeca es una especie de cucaracha del género Nocticola, familia Nocticolidae. Fue descrita científicamente por Bolívar en 1892.
Habita en Filipinas.